# Twintigste amendement van de Grondwet van de Verenigde Staten
Amendement XX van de Grondwet van de Verenigde Staten verschoof de begindatum van de termijn van de zittende president van 4 maart naar 20 januari. De begindatum van Congresleden verschoof van 4 maart naar 3 januari. Het amendement regelde ook wat er moest gebeuren wanneer er geen gekozen president was. Het amendement werd op 23 januari 1933 aangenomen.

## Achtergrond
In de Amerikaanse Grondwet was de zittingstermijn voor federaal gekozen functionarissen opgenomen, maar niet de begin- of einddatum van die termijn. Het Congres van de Confederatie bepaalde in 1788 4 maart als de datum waarop gekozen functionarissen benoemd zouden worden. In 1792 bepaalde het Congres dat de presidentsverkiezingen in november of begin december plaats moeten vinden. In 1845 werd dat nog specifieker, namelijk begin november. Congresverkiezingen werden doorgaans op dezelfde dag gehouden als de presidentsverkiezingen.
Het gevolg van deze beslissing was dat er een lange periode van vier maanden zat tussen de verkiezing en benoeming van een nieuwe president. Ditzelfde gold voor Congresleden. Aan het einde van de 18e eeuw had deze langere periode nog wel een zekere functie, omdat de reisafstanden langer waren. Bovendien was het Congreslidmaatschap geen fulltimebaan. Het gaf daardoor gekozen functionarissen de tijd om de zaken thuis te regelen voordat zij voor een langere periode vertrokken.
De periode tussen verkiezingen en benoeming werd ook omschreven als de lame duck-periode (Vertaling: "Kreupelende eend-periode"). Het mandaat van de zittende vertrekkende politicus was beperkt, waardoor hij beperkt werd in zijn functioneren. Tegelijkertijd moest de gekozen politicus nog vier maanden wachten voordat hij uitvoering kon geven aan zijn mandaat. Dit bleek vooral een probleem op het moment van grote crisis. Zo moest Abraham Lincoln vier maanden wachten voordat hij kon reageren op de afsplitsing van de Zuidelijke staten. Ditzelfde gold voor Franklin Delano Roosevelt in 1933 die het midden van de Grote Depressie gekozen werd.
Een probleem voor Congresleden was dat de Amerikaanse Grondwet bepaalde dat het Congres elk jaar op de eerste maandag van december bij elkaar moest komen, hoewel daarvan mocht worden afgeweken. Af en toe gebeurde dat ook, maar het werd nooit de standaardpraktijk. Hierdoor kwam het regelmatig voor dat Congresleden pas een jaar na hun verkiezing hun eerste vergadering hadden.
Tijdens de Eerste Wereldoorlog had de zittende president Woodrow Wilson een onorthodox plan. Hij besloot dat wanneer hij de verkiezingen zou verliezen van zijn Republikeinse opponent Charles Evans Hughes hij deze zou benoemen tot minister van Buitenlandse Zaken. Wilson en zijn vicepresident Thomas Marshall zouden vervolgens aftreden waardoor Hughes als eerste in lijn van opvolging aan zou treden als president. Wilson werd echter nipt herkozen waardoor nooit uitvoering werd gegeven aan het plan. Sinds de Wet voor de Presidentiële Opvolging van 1947 is dit plan niet meer mogelijk: de voorzitter van het Huis van Afgevaardigden en de voorzitter van de Senaat komen eerder in aanmerking vóór opvolging dan de minister van Buitenlandse Zaken.

## Ratificatie
Het Congres stelde het amendement op 2 maart 1932 voor. Missouri was op 23 januari 1933 de 36e staat die het amendement ratificeerde waarmee het in werking trad.
- Virginia (4 maart 1932)
- New York (11 maart 1932)
- Mississippi (16 maart 1932)
- Arkansas (17 maart 1932)
- Kentucky (17 maart 1932)
- New Jersey (21 maart 1932)
- South Carolina (25 maart 1932)
- Michigan (31 maart 1932)
- Maine (1 april 1932)
- Rhode Island (14 april 1932)
- Illinois (21 april 1932)
- Louisiana (22 juni 1932)
- West Virginia (30 juli 1932)
- Pennsylvania (1 augustus 1932)
- Indiana (15 augustus 1932)
- Texas (7 september 1932)
- Alabama (13 september 1932)
- Californië (4 januari 1933)
- North Carolina (5 januari 1933)
- North Dakota (9 januari 1933)
- Minnesota (12 januari 1933)
- Arizona (13 januari 1933)
- Montana (13 januari 1933)
- Nebraska (13 januari 1933)
- Oklahoma (13 januari 1933)
- Kansas (January 16, 1933)
- Oregon (16 januari 1933)
- Delaware (19 januari 933)
- Washington (19 januari  1933)
- Wyoming (January 19, 1933)
- Iowa (20 januari  1933)
- South Dakota (20 januari  1933)
- Tennessee (20 januari  1933)
- Idaho (21 januari  1933)
- New Mexico (21 januari  1933)
- Missouri (23 januari 1933)
- Georgia (23 januari 1933)
- Ohio (23 januari 1933)
- Utah (23 januari 1933)
- Massachusetts (24 januari 1933)
- Wisconsin (24 januari 1933)
- Colorado (24 januari 1933)
- Nevada (26 januari 1933)
- Connecticut (27 januari 1933)
- New Hampshire (31 januari 1933)
- Vermont (2 februari 1933)
- Maryland (24 maart 1933)
- Florida (26 april 1933)